# Madifushi (Thaa-atol)
Madifushi is een van de bewoonde eilanden van het Thaa-atol behorende tot de Maldiven.

## Demografie
Madifushi telt (stand september 2006) 446 vrouwen en 431 mannen.